# Settimio Todisco
Settimio Todisco (* 10. Mai 1924 in Brindisi; † 26. März 2025 in Ostuni) war ein italienischer Geistlicher und römisch-katholischer Erzbischof von Brindisi-Ostuni. 

## Leben
Settimio Todisco studierte am Diözesanseminar von Ostuni und anschließend am Päpstlichen Regionalseminar von Apulien Pio XI in Molfetta. Am 27. Juli 1947 empfing er in der Kathedrale von Ostuni vom Erzbischof von Brindisi, Francesco De Filippis, die Priesterweihe. Er war Kaplan in der Pfarrei der Kathedrale von Ostuni. Gleichzeitig war er auch Lehrer und Prorektor am Priesterseminar in Ostuni sowie Religionslehrer am Gymnasium. Nachdem er zum Regens des Seminars ernannt worden war, kehrte er 1950 nach Brindisi zurück. In diesen Jahren arbeitete er auch mit der Federazione Universitaria Cattolica Italiana (FUCI) und dem Lehrerausbildungsinstitut von Brindisi zusammen. Erzbischof Nicola Margiotta, rief ihn im Juni 1957 nach Ostuni zurück und ernannte ihn zum Kanoniker, Präfekten der Diözesankurie, bischöflichen Delegaten der Katholischen Aktion und Assistenten der Laureati-Bewegung. Fünf Jahre später wurde er Generalvikar und 1963 wurde ihm der Titel eines apostolischen Protonotars verliehen. Anschließend wurde er zum Erzpriester des Domkapitels und Mitglied des Rates des apulischen Pastoralinstituts ernannt. Parallel war er Religionslehrer am klassischen Gymnasium.
Papst Paul VI. ernannte ihn am 15. Dezember 1969 zum Apostolischen Administrator von Molfetta-Giovinazzo-Terlizzi und Titularbischof von Bigastro. Der Erzbischof von Neapel, Corrado Kardinal Ursi, spendete ihm am 15. Februar 1970 in der Kathedrale von Ostuni die Bischofsweihe; Mitkonsekratoren waren Nicola Margiotta, Erzbischof von Brindisi, Achille Salvucci, Bischof von Molfetta-Giovinazzo-Terlizzi, und Orazio Semeraro, Koadjutorerzbischof von Brindisi.
Am 24. Mai 1975 wurde er zum Erzbischof von Brindisi ernannt. Seit der Umbenennung des Bistums am 30. September 1986 war er Erzbischof von Brindisi-Ostuni. Papst Johannes Paul II. nahm am 5. Februar 2000 sein altersbedingtes Rücktrittsgesuch an. Seit dem 16. Juli 2023 war er der älteste italienische Bischof.